# (451) Пациенция
(451) Пациенция (фр. Patientia) — один из крупнейших астероидов главного пояса, который был открыт 4 декабря 1899 года французским астрономом Огюстом Шарлуа в обсерватории Ниццы и назван латинским словом «patientia», что переводится как «терпение».

Орбита астероида Пациенция и его положение в Солнечной системе
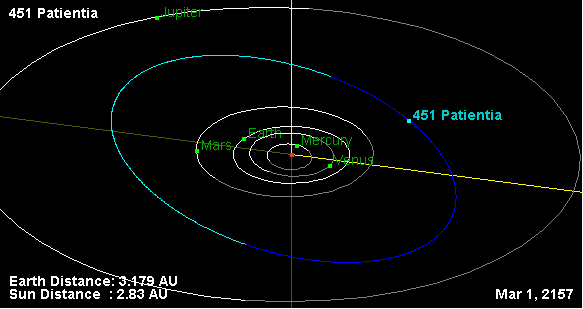
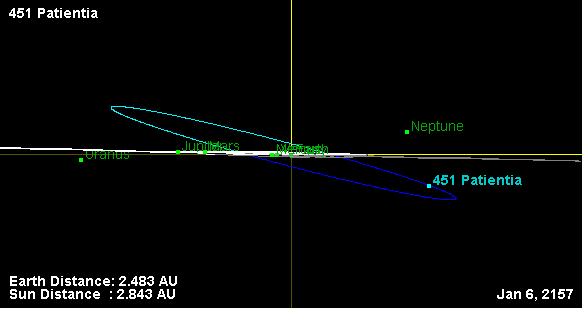

Главной особенностью астероида является его чрезвычайно высокое альбедо, за счёт этого в ближайшие противостояния 11 января 2013 и 12 декабря 2017 он будет достигать по яркости 11 m звёздной величины, а во время максимальных сближений в наибольшие противостояния и вовсе 10,4-10,7 m величины. Японский инфракрасный спутник Akari не выявил наличия на Пациенции гидратированных минералов.